# 芹叶铁线莲
芹叶铁线莲（学名：Clematis aethusifolia）为毛茛科铁线莲属下的一个种。

## 扩展阅读
- 維基物種上的相關：芹叶铁线莲